# 喇嘛札布
喇嘛札布（?—?），喀尔喀蒙古赛音诺颜部人，博尔济吉特氏。清朝蒙古王公，第三代赛音诺颜部旗亲王。达延汗巴图蒙克、格哷森札札赉尔、图蒙肯后裔，丹津喇嘛玄孙，塔斯希布曾孙，善巴之孙，第二代赛音诺颜部旗亲王達什敦多布长子。
雍正四年（1726年）達什敦多布因为年老被雍正帝免除亲王爵位。喇嘛札布袭封赛因诺颜扎萨克和硕亲王。雍正十年（1732年），喇嘛札布获罪削爵。雍正十一年（1733年），喇嘛札布的弟弟德沁札布袭封赛因诺颜扎萨克和硕亲王。